# Tara Babulfath
Tara Babulfath (Estocolmo, 3 de enero de 2006) es una deportista sueca que compite en judo.
Participó en los Juegos Olímpicos de París 2024, obteniendo una medalla de bronce en la categoría de –48 kg. Ganó una medalla de bronce en el Campeonato Mundial de Judo de 2024, en la misma categoría.

## Palmarés internacional
| Juegos Olímpicos   | Juegos Olímpicos | Juegos Olímpicos  | Juegos Olímpicos |
| Año                | Lugar            | Medalla           | Categoría        |
| ------------------ | ---------------- | ----------------- | ---------------- |
| 2024               | París (Francia)  | Medalla de bronce | –48 kg           |
| Campeonato Mundial |                  |                   |                  |
| Año                | Lugar            | Medalla           | Categoría        |
| 2024               | Abu Dabi (EAU)   | Medalla de bronce | –48 kg           |